# Haageocereus acranthus
Haageocereus acranthus är en kaktusväxtart som först beskrevs av Vaupel, och fick sitt nu gällande namn av Curt Backeberg. Haageocereus acranthus ingår i släktet Haageocereus och familjen kaktusväxter.

## Underarter
Arten delas in i följande underarter:
- H. a. acranthus
- H. a. olowinskianus